# Carmolândia
Carmolândia este un oraș în Tocantins (TO), Brazilia.